# 何思贊
何思贊（1520年—？），字紹襄，廣東廣州府順德縣黃連人，軍籍，明朝政治人物。

## 生平
嘉靖二十八年（1549年）己酉科廣東鄉試第二十二名舉人，二十九年（1550年）中式庚戌科會試第五十三名，二甲第二十九名進士。歷福建鹽運使，隆慶元年（1567年）九月以年老致仕。

## 家族
曾祖何昌，宣平縣知縣；祖父何一逵，贈監察御史；父何鰲，湖廣左布政使。前母梁氏（贈孺人）；母潘氏（封孺人）。永感下。兄何思存、何思翊，弟何思慎、何思敘。